# زیوه (سنقر)
این روستا در شهرستان سنقر در استان کرمانشاه قرار دارد و براساس سرشماری مرکز آمار ایران در سال ۱۳۸۵، جمعیت آن بیش از ۸۴ نفر (بیش از ۱۹خانوار) بوده‌است.